# Synchronizované plavání na Letních olympijských hrách 2016
Synchronizované plavání na Letních olympijských hrách 2016 v Riu de Janeiro se konalo od 14. srpna do 20. srpna.

## Medailistky
| Soutěž   | Zlato | Stříbro | Bronz |
| -------- | --- | --- | --- |
| Dvojice  | Rusko (RUS) · Natalja Iščenková · Světlana Romašinová | Čína (CHN) · Huang Xuechen · Sun Wenyan                                                                                         | Japonsko (JPN) · Yukiko Inui · Risako Mitsui |
| Družstva | Rusko (RUS) · Vlada Čigirjovová · Natalja Iščenková · Světlana Kolesničenko · Alexandra Packevičová · Světlana Romašinová · Alla Šiškina · Marija Šuročkina · Gelena Topilina · Jelena Prokofjevová | Čína (CHN) · Gu Xiao · Guo Li · Li Xiaolu · Liang Xinping · Sun Wenyan · Tang Mengni · Yin Chengxin · Zeng Zhen · Huang Xuechen | Japonsko (JPN) · Aika Hakoyama · Yukiko Inui · Kei Marumo · Risako Mitsui · Kanami Nakamaki · Mai Nakamura · Kano Omata · Kurumi Yoshida · Aiko Hayashi |

## Přehled medailí
| Pořadí | Země     | Zlato | Stříbro | Bronz | Celkově |
| ------ | -------- | ----- | ------- | ----- | ------- |
| 1      | Rusko    | 2     | 0       | 0     | 2       |
| 2      | Čína     | 0     | 2       | 0     | 2       |
| 3      | Japonsko | 0     | 0       | 2     | 2       |
| Celkem | Celkem   | 2     | 2       | 2     | 6       |